# Новотатаровка
Новотатаровка (укр. Новотатарівка) — село на Украине, находится в Волновахском районе  Донецкой области.
Код КОАТУУ — 1421582802. Население по переписи 2001 года составляет 78 человек. Почтовый индекс — 85763. Телефонный код — 6244.

## Адрес местного совета
85700, Донецкая область, Волновахский р-н, с. Ивановка, ул.40 лет Победы, 48